# RINGフィンガー
RINGフィンガー（英: RING finger、[Really Interesting New Gene]）は、2個の亜鉛イオンを結合するC3HC4モチーフ（7個のシステイン残基と1つのヒスチジン残基が非連続的に配置されたモチーフ）を含む、ジンクフィンガー型ドメインである。このドメインは40–60アミノ酸から構成され、RINGフィンガーを有するタンパク質の多くはユビキチン化経路において重要な役割を果たしている。

## ジンクフィンガー
ジンクフィンガードメインは1つ以上の亜鉛を結合する、比較的小さなタンパク質モチーフであり、複数の指型の突起がタンデムに並んで標的分子と接触を行っていることが多い。標的となる分子は、DNA、RNA、タンパク質や脂質である。結合特性は、フィンガードメインやフィンガー間のリンカー領域のアミノ酸配列のほか、高次構造やフィンガーの数に依存している。多くの場合、ジンクフィンガードメインはクラスターとして存在し、各フィンガーは異なる結合特異性を有する場合がある。ジンクフィンガーには、配列や構造が異なる多くのスーパーファミリーが存在する。同じクラスのメンバーであっても結合様式はかなり多様であり（一部はDNAと結合し、他のものはタンパク質と結合するなど）、専門的機能への進化が生じた安定した足場であることが示唆される。ジンクフィンガーを含有するタンパク質は、遺伝子の転写、翻訳、mRNAの輸送、細胞骨格の組織化、上皮の発生、細胞接着、タンパク質のフォールディング、クロマチンリモデリング、亜鉛の検知など多様な過程に機能している。亜鉛結合モチーフは安定な構造を有し、標的分子への結合に伴ってコンフォメーション変化が生じることはほとんどない。一部のジンクフィンガードメインではそのコア構造を維持されているものの亜鉛結合能が失われており、塩橋の形成や他の金属との結合などといった手段を用いてフィンガー様フォールドを安定化させているものがある。

## 機能
多くのRINGフィンガータンパク質は、ユビキチン化酵素とその基質を同時に結合し、ユビキチンリガーゼとして機能する。ユビキチン化によって、基質タンパク質は分解の標的となる。

## 構造
RINGフィンガーのコンセンサス配列はC-X2-C-X[9-39]-C-X[1-3]-H-X[2-3]-C-X2-C-X[4-48]-C-X2-Cである。
- C: 亜鉛配位に関与する保存されたシステイン残基
- H: 亜鉛配位に関与する保存されたヒスチジン残基
- Zn: 亜鉛
- X: 任意のアミノ酸

RINGフィンガーの構造は次のように模式的に示される。
```
                              x x x     x x x
                             x      x x      x
                            x       x x       x
                           x        x x        x
                          C        C   C        C
                         x  
\
    / x   x 
\
    /  x
                         x    Zn   x   x   Zn    x
                          C /    
\
 H   C /    
\
 C
                          x         x x         x
                 x x x x x x         x         x x x x x x
```